# Oberiberg
Oberiberg es una comuna suiza del cantón de Schwyz, localizada en el distrito de Schwyz. Limita al norte con las comunas de Alpthal y Einsiedeln, al este con Unteriberg, al sur con Muotathal, y al oeste con Illgau y Schwyz.